# Колосов, Владимир Александрович
Влади́мир Алекса́ндрович Ко́лосов (род. 16 октября 1953, Москва) — советский и российский политический географ, политолог. Президент Международного географического союза (2012—2016), вице-президент Русского географического общества (с 2012), вице-президент Ассоциации российских географов-обществоведов (с 2016). Доктор географических наук, профессор. Заслуженный географ Российской Федерации (2020).

## Образование
В 1975 году окончил географический факультет МГУ им. М. В. Ломоносова по кафедре экономической и политической географии зарубежных стран. В 1978 году там же окончил аспирантуру. В 1979 году получил учёную степень кандидата географических наук, защитив диссертацию на тему «Проблемы политической географии Италии: по материалам парламентских выборов 1953-1976 гг.». В 1992 году стал доктором географических наук, защитив диссертацию на тему «Территориально-политическая организация общества».

## Научная деятельность
С 1978 по 1982 год был сотрудником кафедры географического факультета МГУ, на которой учился в аспирантуре.
В 1982—1985 годах — заведующий редакцией литературы по географии зарубежных стран издательства «Мысль».
С 1985 годах — старший, ведущий сотрудник Института географии АН СССР, с 1993 — руководитель Центра геополитических исследований Института географии РАН, который стал первым в стране научным подразделением, специализированным на изучении теоретических и прикладных проблем политической географии. Заместитель директора по научной работе Института географии РАН.
В 1996—2004 годах — председатель Комиссии по политической географии Международного географического союза, с 2006 — вице-президент, с 2008 — первый вице-президент.
В августе 2012 года на Международном географическом конгрессе в Кёльне был избран президентом Международного географического Союза. С 2016 года — паст-президент Союза.
Читал лекции и работал в университетах Бельгии, Великобритании, США, Франции, участвовал во многих полевых исследованиях и международных научных проектах. С 2001 — профессор университета Тулуза — Ле Мирай (Франция).
С 2009 года — почётный доктор Университета Гавра (Франция).
В 2015 году принимал участие в выборах директора Института географии РАН.
С 2015 по 2018 годы — заведующий кафедрой географии мирового хозяйства географического факультета МГУ.
В 2016 году избран вице-президентом Ассоциации российских географов-обществоведов.
С 2018 года — заместитель председателя Комитета Российской академии наук по международной программе «Будущее Земли».
С 2022 года — профессор факультета географии и геоинформационных технологий НИУ ВШЭ.
С 2023 года — сопредседатель комиссии по территориальной организации и планированию Русского географического общества.
Заместитель главного редактора журналов «Известия РАН. Серия географическая» и «Региональные исследования», член редколлегии журнала «Вестник Московского университета. Серия 5. География», редакционного совета журнала «Полития».

## Труды
Автор более 350 научных работ, в том числе 13 книг. Более 80 работ изданы за рубежом.
- Политическая география: проблемы и методы. Л., 1988.
- Весна-89: География и анатомия парламентских выборов. М., 1990. (в соавт.)
- Россия на выборах: уроки и перспективы. Политгеографический анализ. М., 1995. (редактор и соавт.)
- Primordialism, territoriality and foreign policy: Russian-Ukrainian relations from the historical perspective («Примордиализм, территориальность и иностранная политика: Российско-Украинские отношения в исторической ретроспективе»), 1998.
- Геополитическое положение России: представления и реальность. М., 2000 (редактор).
- Геополитика и политическая география. Учебник для вузов. М., 2001. (в соавт. с Н. С. Мироненко)
- «Низкая» и «высокая» геополитика/ Отечественные записки. № 3 (4), 2002.

## Членства в академических и научных обществах
- Международный географический союз, с 2006 г. (Президент в 2012—2016 гг.)
- Русское географическое общество, с 1975 г. (Вице-президент с 2012 г.)
- Французское географическое общество, почётный член (член-корреспондент) с 2013 г.
- Королевская академия наук и искусств Бельгии, иностранный член с 2017 г.
- Польское географическое общество, почётный член с 2019 г.

## Награды и премии
- Орден Дружбы (20 марта 2017 года) — за заслуги в развитии науки и образования, многолетнюю добросовестную работу[6]
- Орден Академических пальм (Ordre national des Palmes Académiques) (26 октября 2017 года)
- Премия имени Н. Н. Баранского (2015 год) — за создание учебника «Россия: социально-экономическая география»
- Заслуженный географ Российской Федерации (28 декабря 2020 года)[7][8].
- Золотая медаль имени П. П. Семенова (2024 год) — за заслуги в воспитании новых поколений географов и сочинения, посвященные актуальным проблемам политической географии[9]